# Devoluzione nel Regno Unito

Le entità statali del Regno Unito e le dipendenze della corona.

Con devoluzione nel Regno Unito (in inglese: Devolution in the United Kingdom) la politica britannica e la dottrina costituzionale descrivono un trasferimento di poteri politici dalle Camere del Parlamento britannico ai rappresentanti eletti in Scozia, Irlanda del Nord e Galles. Decidono sulla salute, la scuola, l'alloggio, la politica agraria e la pesca, la protezione ambientale, il turismo, lo sport, i beni culturali e lo sviluppo economico. L'Inghilterra non ha un proprio parlamento, essendo le sue questioni di competenza del Parlamento del Regno Unito; ciò ha generato la cosiddetta Questione del West Lothian.
La devoluzione differisce dal federalismo in quanto i poteri devoluti dell'autorità subnazionale risiedono in definitiva nel governo centrale, quindi lo stato rimane, de jure, uno stato unitario. La legislazione che crea parlamenti o assemblee devoluti può essere abrogata o modificata dal Parlamento allo stesso modo di qualsiasi statuto

## Storia
Il decentramento è finora culminato nella creazione dei parlamenti scozzese, gallese e nordirlandese nel 1998. Questi decentramenti sono stati seguiti da referendum organizzati dal nuovo governo laburista sotto la guida del primo ministro Tony Blair, seguendo un impegno elettorale simile. Tuttavia, l'inizio costituzionale di questo processo fu segnato dalle lotte parlamentari contro l'autonomia irlandese nel Regno Unito di Gran Bretagna e Irlanda alla fine del XIX secolo. In un referendum sull'indipendenza della Scozia o una soluzione alla questione della Lothian Occidentale, sono possibili ulteriori sforzi di decentramento.

## Le nazioni

### Scozia

Mappa che mostra la Scozia

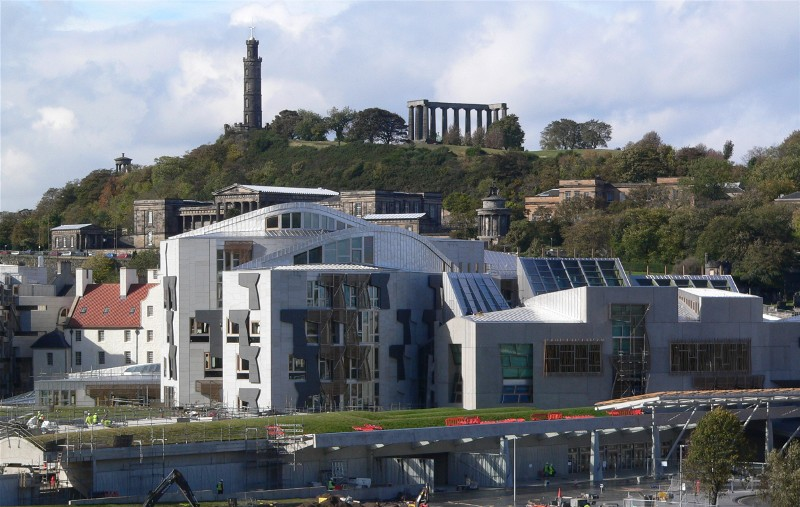
Palazzo del parlamento scozzese, Edimburgo

Nel maggio 1997, il governo laburista di Tony Blair è stato eletto promettendo di creare un'istituzione autonoma in Scozia: il referendum organizzato lo stesso anno ha portato a una maggioranza di voti “a favore”. Il Parlamento scozzese, conseguenza dello Scotland Act 1998, ha i poteri di emanare la legislazione primaria per alcune aree politiche autonome, oltre ad alcuni poteri limitati di tassazione. I poteri del parlamento scozzese e dell'esecutivo sono i seguenti:
- Servizi sanitari e sociali;
- Istruzione e formazione;
- Amministrazione locale e alloggi;
- Giustizia e polizia;
- Agricoltura, silvicoltura e pesca;
- Ambiente;
- Turismo, sport e cultura;
- Sviluppo economico e trasporti.

### Galles

Mappa che mostra il Galles

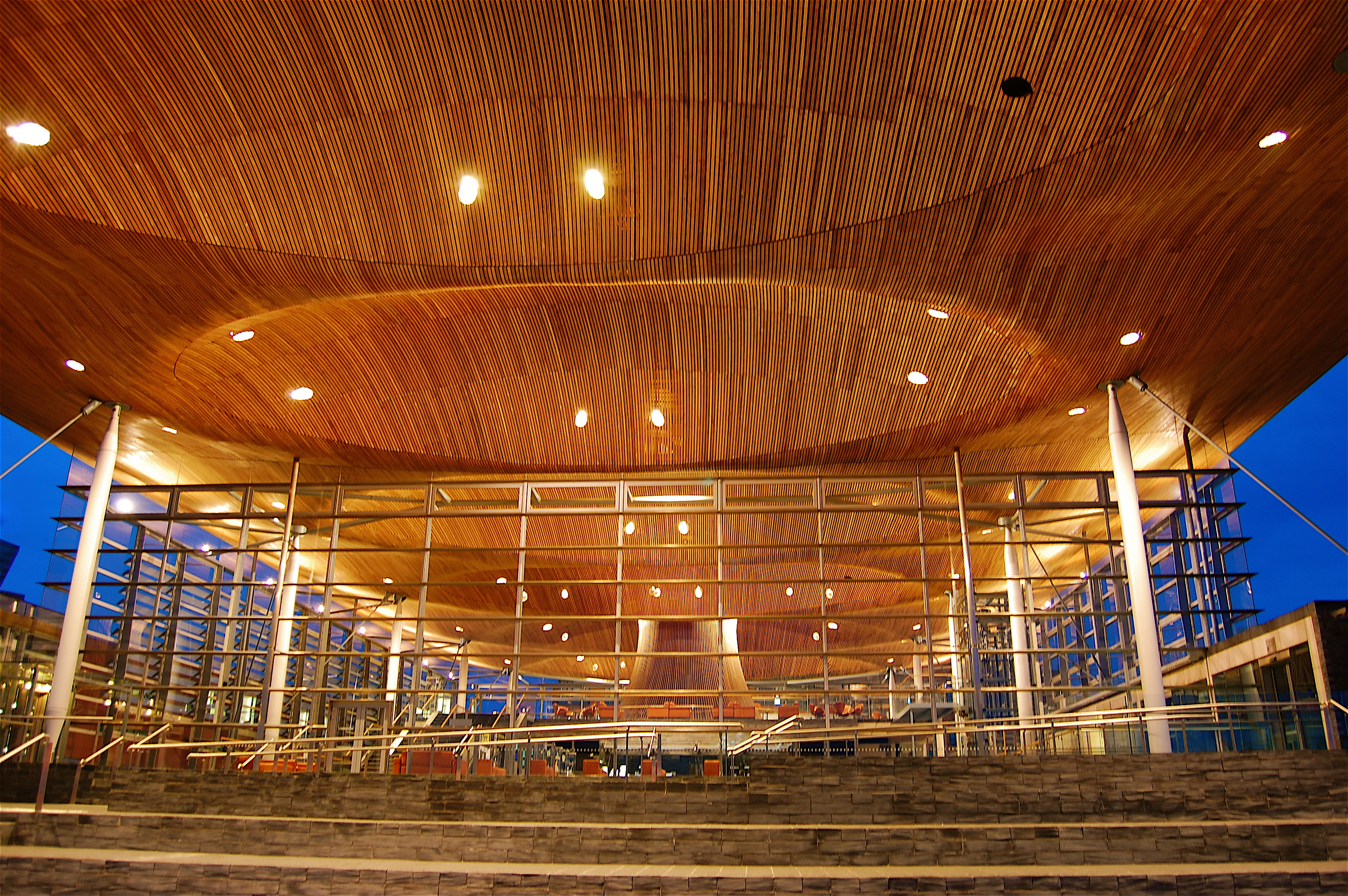
Il Senedd, sede del Parlamento gallese

Nel maggio 1997, il governo laburista di Tony Blair è stato eletto con la promessa di creare un'istituzione autonoma in Galles: il referendum organizzato lo stesso anno ha portato a una maggioranza di voti “a favore” (50,3%). Il Parlamento gallese (in inglese: Welsh Parliament, in gallese: Senedd Cymru), una conseguenza del Government of Wales Act 1998, ha il potere di determinare come viene speso e amministrato il bilancio del governo gallese.
La legge del 1998 è seguita dal Government of Wales Act 2006, che crea un organo esecutivo, il Governo dell'Assemblea gallese (Welsh Government Assembly), separato dall'Assemblea legislativa nazionale. Nel maggio 2011, il ramo esecutivo prende il nome di governo gallese. Approvato tramite referendum nel 2010, i poteri dell'Assemblea nazionale gallese si estendono a:
- Cultura e monumenti
- Sviluppo economico
- Ambiente
- Vigili del fuoco e servizi di soccorso
- Alimentazione
- Salute
- Trasporto
- Alloggio
- Amministrazione locale
- Servizi sociali
- Sport
- Turismo
- Sviluppo del territorio
- Protezione dall'acqua e dalle inondazioni
- Lingua

### Irlanda del Nord

Mappa che mostra l'Irlanda del Nord

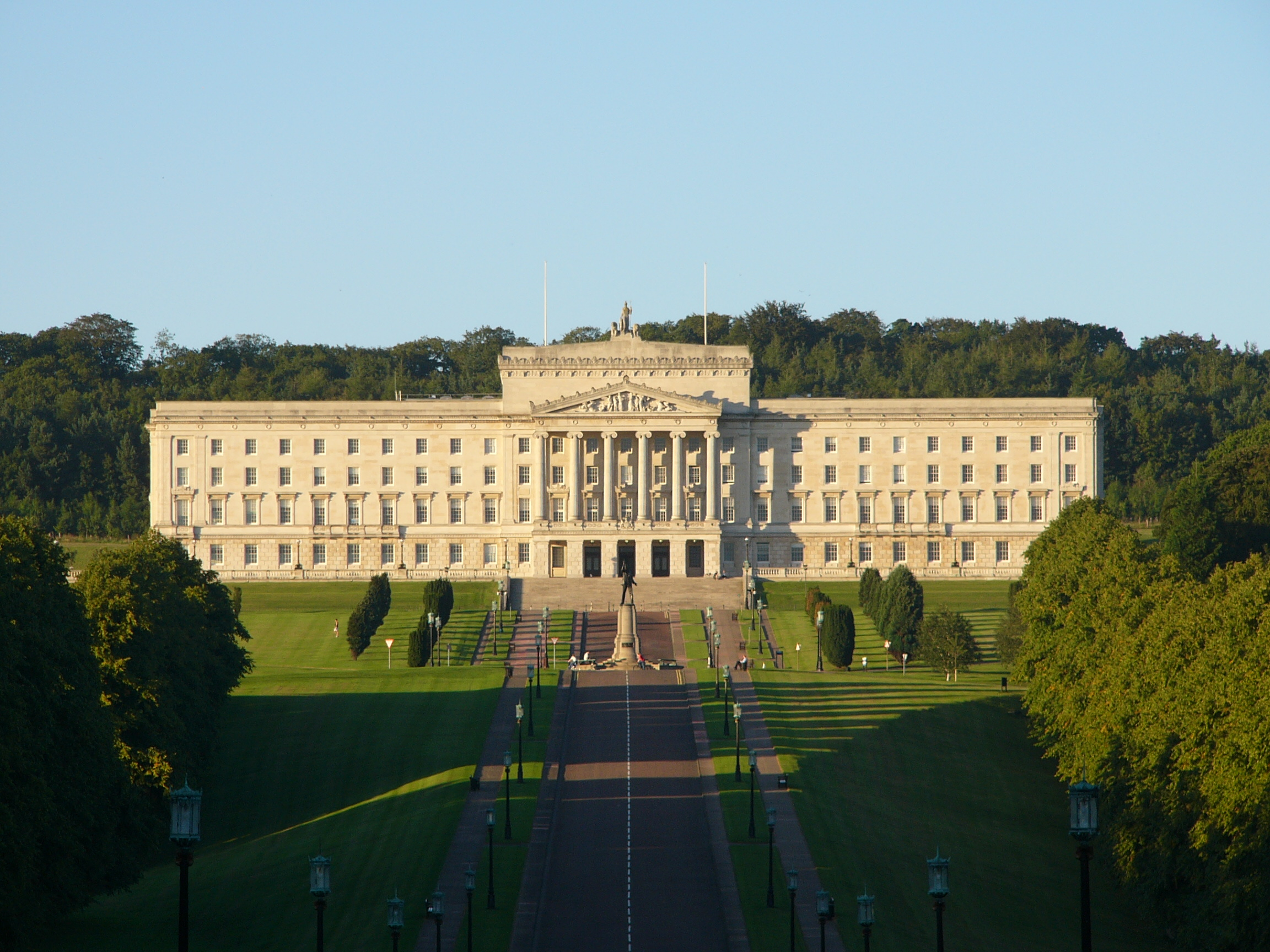
Palazzo del Parlamento di Stormont, sede dell'Assemblea dell'Irlanda del Nord

L'Home rule è un progetto risalente alla metà del  XIX secolo , volto a dare autonomia interna all'Irlanda , pur rimanendo sotto la tutela della corona britannica . L'impossibilità della sua applicazione portò alla spartizione dell'Irlanda nel 1921, che vide la creazione dello Stato Libero d'Irlanda , mentre sei contee dell'Ulster rimasero nel Regno Unito, formandole l'Irlanda del Nord .
Il Parlamento dell'Irlanda del Nord ha esercitato il potere legislativo in Irlanda del Nord tra il 22 giugno 1921 e il 30 marzo 1972. È stato creato dal Government of Ireland Act 1920 e sospeso dal Northern Ireland Constitution Act 1973 (due atti).
L'accordo di Sunningdale, un tentativo di porre fine al periodo noto come "The Troubles", istituì un'Assemblea eletta dell'Irlanda del Nord, un esecutivo dell'Irlanda del Nord che condivideva il potere e il Consiglio d'Irlanda da entrambe le parti il confine tra l'Irlanda del Nord e la Repubblica d'Irlanda. L'accordo è stato firmato nel dicembre 1973, ma l'opposizione al progetto e la violenza hanno vanificato l'accordo nel maggio 1974.
Un'Assemblea dell'Irlanda del Nord esistita dal 1982 al 1986 non è stata in grado di essere mantenuta.
L'attuale Assemblea di autogoverno dell'Irlanda del Nord è stata creata come risultato dell'Accordo del Venerdì Santo nel 1998. La sua ambizione era quella di riunire le diverse comunità per governare l'Irlanda del Nord.
Dall'ottobre 2002, non era più operativa, a causa della rottura del processo di pace in Irlanda del Nord, ma nell'ottobre 2006, i governi britannico e irlandese hanno annunciato il ripristino dell'autonomia in Irlanda del Nord.
- Servizi sanitari e sociali
- Istruzione, lavoro e formazione
- Amministrazione locale e urbanistica
- Giustizia
- Finanze e funzionari
- Ambiente e sviluppo
- Cultura, arte e tempo libero
- Imprese, commercio e investimenti

### Inghilterra

Regioni formali dell'Inghilterra come definite nel 2009

A differenza delle altre tre nazioni, non è stato deciso di creare un parlamento specificamente inglese, l'Inghilterra è quindi governata esclusivamente dal parlamento britannico. Il parlamento britannico approva quindi una serie di leggi specifiche per l'Inghilterra, mentre è composto da deputati delle quattro nazioni. Questa situazione ha sollevato quindi una questione sulla legittimità dei parlamentari scozzesi, gallesi e nordirlandesi a votare per queste leggi portando al problema noto come questione del West Lothian.

#### La questione del West Lothian
Le iniziative di devoluzione fallirono in diversi voti nel parlamento britannico a causa di un dilemma costituzionale noto dal 1977 come questione del West Lothian. In tale questione, il deputato laburista per il West Lothian, Tam Dalyell, ha sollevato uno squilibrio partecipativo tra le diverse regioni del paese nell'ambito di un dibattito come segue:
(Tom Dalyell, 14 novembre 1977)
La diatriba verte sul fatto che, non avendo l'Inghilterra (a differenza delle altre tre Home Nations) un proprio parlamento e un proprio governo, le questioni riguardanti essa siano di competenza del Parlamento britannico. Ciò significa che parlamentari scozzesi, gallesi e nordirlandesi hanno diritto di voto anche su materie riguardanti la sola Inghilterra.

## Competenze e finanziamento
I poteri e il grado di autonomia delle nazioni che compongono il Regno Unito e che hanno raggiunto lo status di amministrazione autonoma variano. In termini generali esistono due tipi di "devoluzione" dei poteri; Potere esclusivo e potere condiviso.
|                                                               | Scozia                            | Galles                            | Irlanda del Nord                  |
| Sicurezza e giustizia                                         |                                   |                                   |                                   |
| Giustizia                                                     | esclusivo                         |                                   | esclusivo                         |
| Diritto civile                                                | esclusivo                         |                                   | esclusivo                         |
| Diritto penale                                                | condiviso                         |                                   | esclusivo                         |
| Registrazione del veicolo                                     |                                   | esclusivo                         | esclusivo                         |
| Organizzazione e finanze delle amministrazioni locali         | esclusivo                         | esclusivo                         | esclusivo                         |
| Elezioni                                                      | esclusivo                         | in esame                          | esclusivo                         |
| Registro civile                                               | esclusivo                         |                                   | esclusivo                         |
| Polizia                                                       | esclusiva                         | in esame                          | esclusivo                         |
| Carceri                                                       | esclusiva                         | in esame                          | esclusivo                         |
| Vigili del fuoco                                              | esclusivo                         | esclusivo                         | esclusivo                         |
| Politica sociale e salute                                     |                                   |                                   |                                   |
| Pensioni dei funzionari regionali                             | condiviso                         | condivisione                      |                                   |
| Pensioni e politica famigliare                                |                                   |                                   | condiviso                         |
| Servizio sanitario pubblico                                   | esclusivo                         | esclusivo                         | esclusivo                         |
| Servizi sociali (Alloggio e studenti)                         | esclusivo                         | esclusivo                         | esclusivo                         |
| Benessere sociale                                             | esclusivo                         | esclusivo                         | esclusivo                         |
| Qualità e sicurezza degli alimenti                            | esclusivo                         | esclusivo                         | esclusivo                         |
| Economia, ambiente e trasporti                                |                                   |                                   |                                   |
| Finanze e tassazione                                          | condiviso                         |                                   | condiviso                         |
| Urbanistica                                                   | esclusivo                         | esclusivo                         | esclusivo                         |
| Ambiente                                                      | esclusivo                         | esclusivo                         | esclusivo                         |
| Edilizia abitativa                                            | esclusivo                         | esclusivo                         | esclusivo                         |
| Trasporti                                                     | condiviso                         | condiviso                         | condiviso                         |
| Sviluppo economico regionale                                  | esclusivo                         | esclusivo                         | esclusivo                         |
| Agricoltura, silvicoltura e pesca                             | esclusivo                         | esclusivo                         | esclusivo                         |
| Cultura e istruzione                                          |                                   |                                   |                                   |
| Cultura/lingua                                                | esclusivo                         | esclusiva                         | esclusivo                         |
| Istruzione primaria e secondaria                              | esclusivo                         | esclusivo                         | esclusivo                         |
| Università e formazione professionale                         | esclusivo                         | esclusivo                         | esclusivo                         |
| Sport e tempo libero                                          | esclusivo                         | esclusivo                         | esclusivo                         |
| Risorse e spesa                                               |                                   |                                   |                                   |
| Proprie tasse                                                 | Sì                                | No                                | No                                |
| Trasferimenti statali                                         | Formula Barnett                   | Formula Barnett                   | Formula Barnett                   |
| Altre risorse                                                 | Copagamento (Salute e istruzione) | Copagamento (Salute e istruzione) | Copagamento (Salute e istruzione) |
| Risorse                                                       | 0% risorse proprie                | 0% risorse proprie                | 0% risorse proprie                |
| Spesa dell'amministrazione autonoma in % della spesa pubblica | 63%                               | 60%                               | 50%                               |
|                                                               |                                   |                                   |                                   |